# هاغي فلينت
هاغي فلينت (بالإنجليزية: Hughie Flint)‏ هو طبال بريطاني، ولد في 15 مارس 1941 في مانشستر في المملكة المتحدة.